# Піски (Нюксенський район)
Піски́ (рос. Пески) — присілок у складі Нюксенського району Вологодської області, Росія. Входить до складу Ігмаського сільського поселення.

## Населення
Населення — 62 особи (2010; 101 у 2002).
Національний склад (станом на 2002 рік):
- росіяни — 92 %